# Schloss Holzschwang

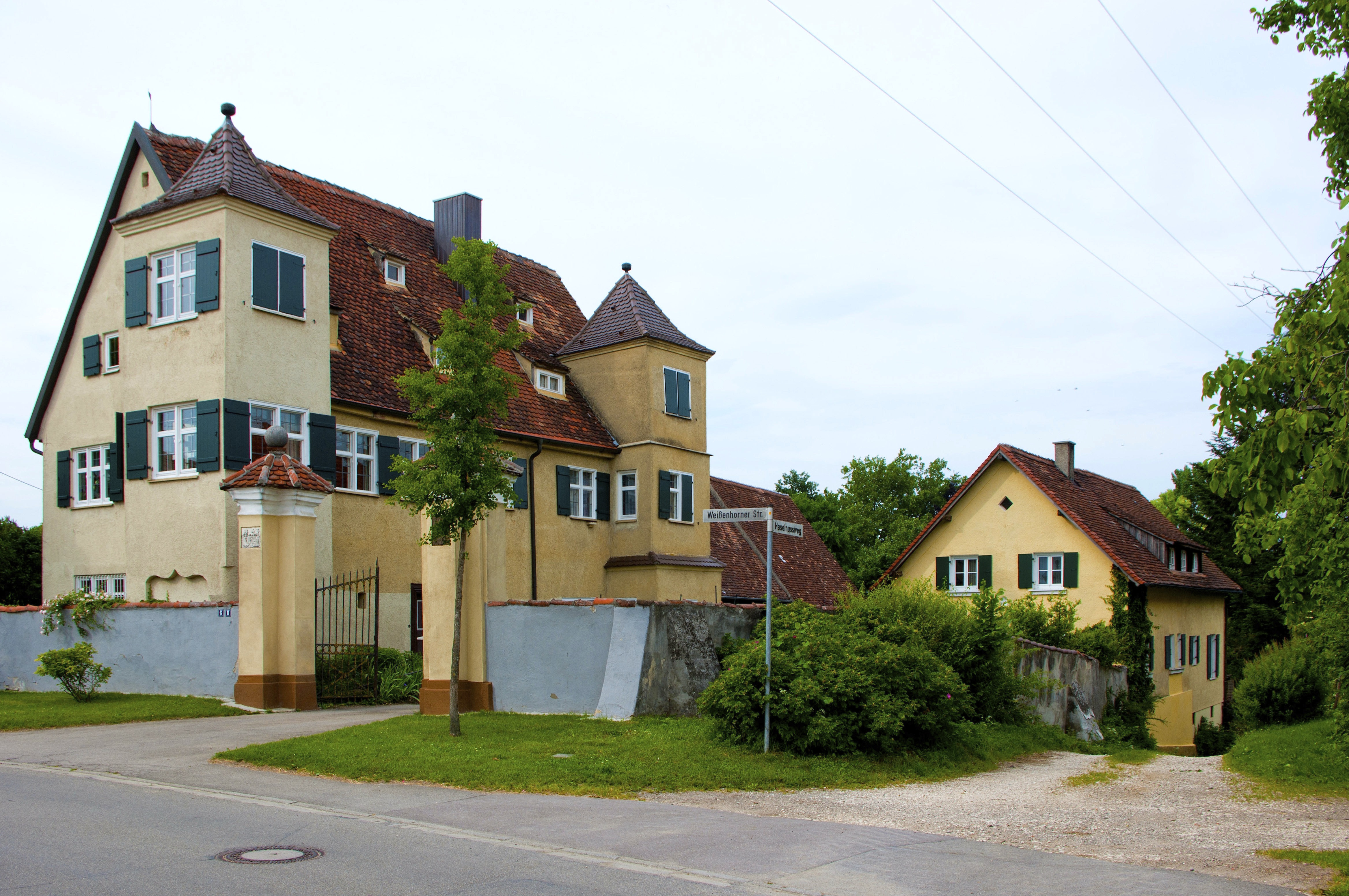
Das Schloss im Ortskern

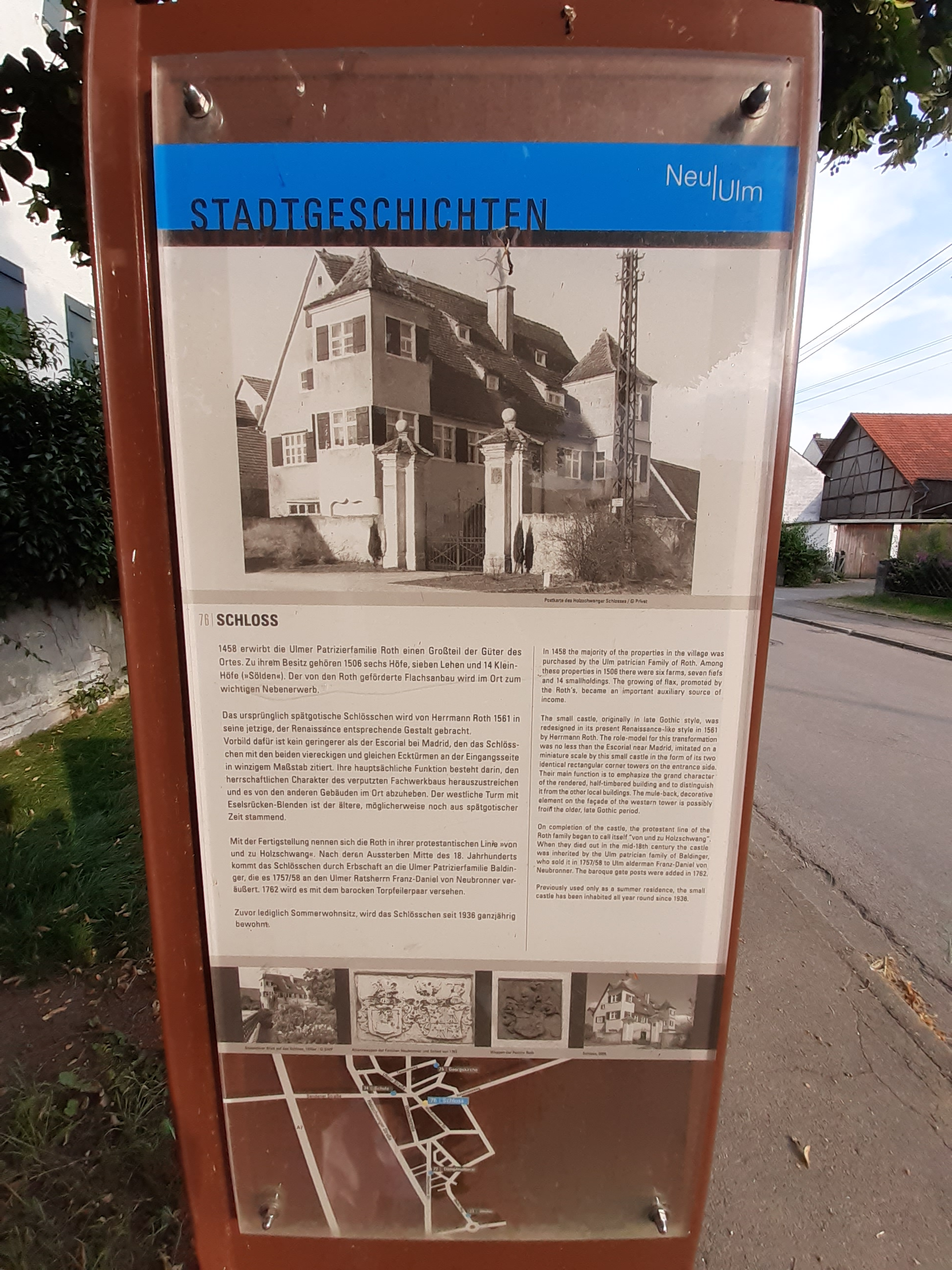
Informationstafel zur Schlossgeschichte

Schloss Holzschwang ist ein Schloss in Holzschwang in der Großen Kreisstadt Neu-Ulm in Bayern.

## Geschichte
Der um 1063 als „Holzeswanc“ erwähnte Ort wurde von dem Grafen von Kirchberg Ulmer Patriziergeschlechtern wie den Halle 1352, den Karg ab 1390 und ab 1458 den Roth bis 1735 zu Lehen gegeben. Die Schlossherrschaft besaß 1506 sechs Höfe, sieben Lehen und 14 Sölden, während das Kloster Wiblingen schon 1370 einen Hof und zwei Sölden erworben hatte. Das von den Roth 1561 mitten im Ort erbaute Renaissancebauwerk mit Ecktürmen wurde 1762 im Barockstil mit einem Portal versehen und gehörte seit Generationen dem alten Ulmer Patriziergeschlecht von Neubronner. Als Kunkellehen befindet es sich immer noch in Familienbesitz.
Das Gebäude steht unter der Aktennummer D-7-75-135-76 unter Denkmalschutz.